# Loving Annabelle
Pour plus de détails, voir Fiche technique et Distribution.
Loving Annabelle est un film américain réalisé par Katherine Brooks et sorti en salles en 2006. Le film est inspiré du film allemand Jeunes filles en uniforme (Mädchen in Uniform, 1931). L'intrigue relate l'histoire d'amour interdite entre une étudiante lesbienne et une enseignante bisexuelle dans un établissement catholique au XXe siècle.

## Synopsis
La jeune Annabelle Tillmann, âgée de 17 ans, est envoyée dans un pensionnat catholique après avoir été exclue de deux établissements à cause de problèmes de discipline. Annabelle y fait la connaissance de la professeure de poésie, Simone Bradley, excellente professeure très attentive envers ses élèves, au point d'accepter parfois de négocier un peu d'indulgence de la part de la hiérarchie sur des points de règlement, mais qui mène une vie personnelle très conformiste par ailleurs. Annabelle a affaire à Simone à l'occasion d'un problème de discipline (elle refuse de renoncer à porter un chapelet bouddhiste auquel elle tient beaucoup). C'est à ce moment qu'Annabelle tombe amoureuse de l'enseignante. Elle lui fait comprendre ses sentiments de manière subtile, mais Simone, qui est en couple avec un homme et ne conçoit pas d'avoir des relations avec une élève, lui oppose une fin de non recevoir complète. 
Cependant, les choses changent pendant les vacances, à un moment où Simone et Annabelle restent seules dans l'établissement. Simone emmène Annabelle dans sa maison en bord de mer ; lorsqu'Annabelle découvre des éléments qui rappellent à Simone un passé sentimental douloureux qu'elle avait tenté d'oublier : les sentiments qu'elle a éprouvés pour une femme, des années plus tôt. Simone craque et Annabelle la prend dans ses bras. Les deux femmes nouent alors des sentiments profonds l'une pour l'autre. Simone est confrontée à un dilemme difficile, mais Annabelle ne renonce pas et finit par la séduire. Lors du bal annuel de l'école, Annabelle chante la chanson « All over me now », ce qui revient à une déclaration d'amour à Simone que seule la destinataire peut comprendre. Simone renonce à résister et les deux amoureuses s'embrassent, puis passent la nuit ensemble.
Le lendemain, une amie d'Annabelle, Cat, trahit la relation entre les deux femmes. Simone est convoquée par la Mère Immaculata, la supérieure de l'établissement, et ne peut dissimuler ses sentiments pour son élève. Simone est arrêtée ; Annabelle lui remet son objet le plus précieux : son chapelet bouddhiste.

## Fiche technique
- Titre : Loving Annabelle
- Réalisation : Kathryn Brooks
- Scénario : Olivia Bohnhoff, Kathryn Brooks et Karen Klopfenstein
- Coproducteurs : Jenny Green et Tiffany Reis
- Producteurs : Kathryn Brooks, Gregory Carroll et Jennifer Young
- Producteurs associés : Austin Highsmith, Andrea Mia et Kristen Rajterowski
- Musique : Marc Dold et Judith Martin
- Photographie : Cynthia Pusheck
- Montage : Lori Ball
- Casting : Zora Dehorter
- Décors : Bruce Hollister
- Directeur artistique : Alicia Marquez
- Costumes : Stephanie Sparkman
- Budget : 900 000 $
- Recettes : 4 200 000 $
- Société de production : Divine Light Pictures - Big Easy Pictures
- Société de distribution : Wolfe Releasing
- Pays de production :  États-Unis
- Langue : Anglais
- Formats : 1,85 : 1 | Couleur Technicolor | 35 mm
- Son : Dolby Stereo
- Genre : Drame lesbien
- Durée : 76 minutes (1 h 16)
- Dates de sortie : 
  - États-Unis 10 mars 2006
  - Canada 20 mai 2006
  - France 25 octobre 2006

## Distribution
- Erin Kelly : Annabelle
- Diane Gaidry : Simone Bradley
- Laura Breckenridge : Colins
- Michelle Horn : Kristen
- Gustine Fudickar : Cat Pegrum
- Ilene Graff : Mère Immaculée
- Kevin McCarthy : Père Harris
- Markus Flanagan : Mickael
- Karen Teliha : Sœur Claire
- Marla Maples: Lauren
- Greg Joelson : Barry
- Wendy Schaal : sénateur Tillman